# Linn AG
| AG ist das Kürzel für den Kanton Aargau in der Schweiz. Es wird verwendet, um Verwechslungen mit anderen Einträgen des Namens Linn zu vermeiden. |

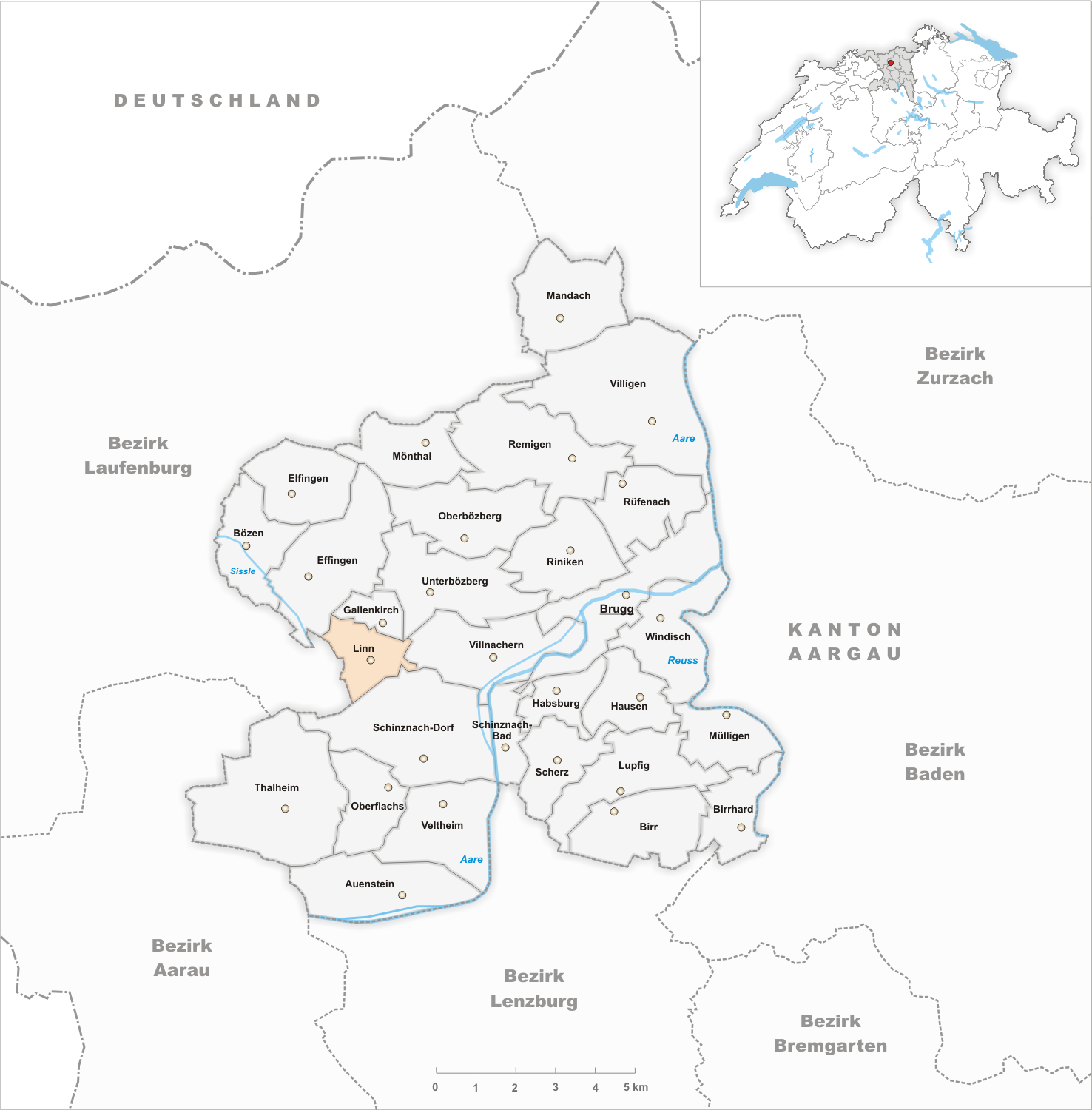
Gemeindestand vor der Fusion am 1. Januar 2013

Linn ist ein Dorf im Schweizer Kanton Aargau. Es war bis Ende 2012 eine selbständige Einwohnergemeinde im Bezirk Brugg und ging am 1. Januar 2013 in der neuen Gemeinde Bözberg auf.

## Geographie
Linn liegt etwas mehr als fünf Kilometer westlich des Bezirkshauptorts Brugg, am Südrand einer sanft gewellten, sich verengenden Hochebene am Übergang zwischen Tafeljura und Faltenjura. Rund anderthalb Kilometer nördlich befindet sich der Bözbergpass. Im Westen fällt die Ebene sanft ins Sagenmülital ab, in welchem einer der Quellbäche der Sissle entspringt. Im Osten geht die Hochebene abrupt in ein steiles und enges Tobel über, das sich bis nach Villnachern erstreckt. Im Süden erhebt sich der 757 Meter hohe Linnerberg, der eine natürliche Grenze zum Aaretal bildet.
Die Fläche des ehemaligen Gemeindegebiets betrug 254 Hektaren, Der höchste Punkt lag wenige Schritte vom Gipfel des Linnerbergs entfernt auf 720 Metern, die tiefste Stelle im Sagenmülital auf 472 Metern. Das ehemalige Gemeindegebiet von Linn ist Teil des Juraparks Aargau, einem «Regionalen Naturpark von nationaler Bedeutung». Nachbargemeinden waren Gallenkirch im Norden, Unterbözberg im Nordosten, Villnachern im Osten, Schinznach-Dorf im Süden, Zeihen im Westen und Effingen im Nordosten.

## Geschichte
Die erste urkundliche Erwähnung von Linne erfolgte im Jahr 1306 im Habsburger Urbar. Der Ortsname stammt vom althochdeutschen (ze) lintahe und bedeutet «beim Lindengehölz». Im Mittelalter gehörte das Dorf zum habsburgischen Gericht Bözberg; dazu zählten neben Linn auch Oberbözberg, Unterbözberg, Lauffohr, Mönthal, Rein, Remigen, Riniken, Rüfenach, Stilli und Villigen. In diesen Dörfern übten die Habsburger die Blutgerichtsbarkeit aus, in Mönthal, Remigen und Villigen zusätzlich die niedere Gerichtsbarkeit.
Das Gericht wechselte ab 1348 durch Verpfändung mehrmals den Besitzer und kam 1377 schliesslich zur Herrschaft Schenkenberg. Die Stadt Bern besetzte 1460 die Herrschaft militärisch und fügte sie als neue Landvogtei den übrigen Untertanengebieten im Berner Aargau an. 1528 führten die Berner die Reformation ein. 1566 erfolgte die Aufteilung des Gerichts in einen oberen Bezirk mit Bözberg und Linn sowie in einen unteren Bezirk mit den übrigen Dörfern. Bis 1649 war Linn Teil der Kirchgemeinde Elfingen, kam dann aber zur Kirchgemeinde Bözberg. In dieser starben zwischen 1667 und 1669 zwei Drittel der Bevölkerung an der Pest.
Beim Franzoseneinfall im März 1798 entmachteten die Franzosen die «Gnädigen Herren» von Bern und riefen die Helvetische Republik aus, die 1803 aufgelöst wurde. Linn gehört seither zum Kanton Aargau. Ab Mitte des 19. Jahrhunderts nahm die Bevölkerungszahl des landwirtschaftlich geprägten Dorfes kontinuierlich ab und hatte sich bis 1980 fast halbiert. Seither ist wieder eine Zunahme zu verzeichnen.
Am 2. Dezember 2011 stimmte die Gemeindeversammlung dem Fusionsvertrag mit den Nachbargemeinden Gallenkirch, Oberbözberg und Unterbözberg zu. Die Stimmberechtigten bestätigten diesen Beschluss am 11. März 2012 in einer Abstimmung mit 53 zu 31 Stimmen. Die vier Gemeinden schlossen sich zum 1. Januar 2013 zur neuen Gemeinde Bözberg zusammen.

## Sehenswürdigkeiten

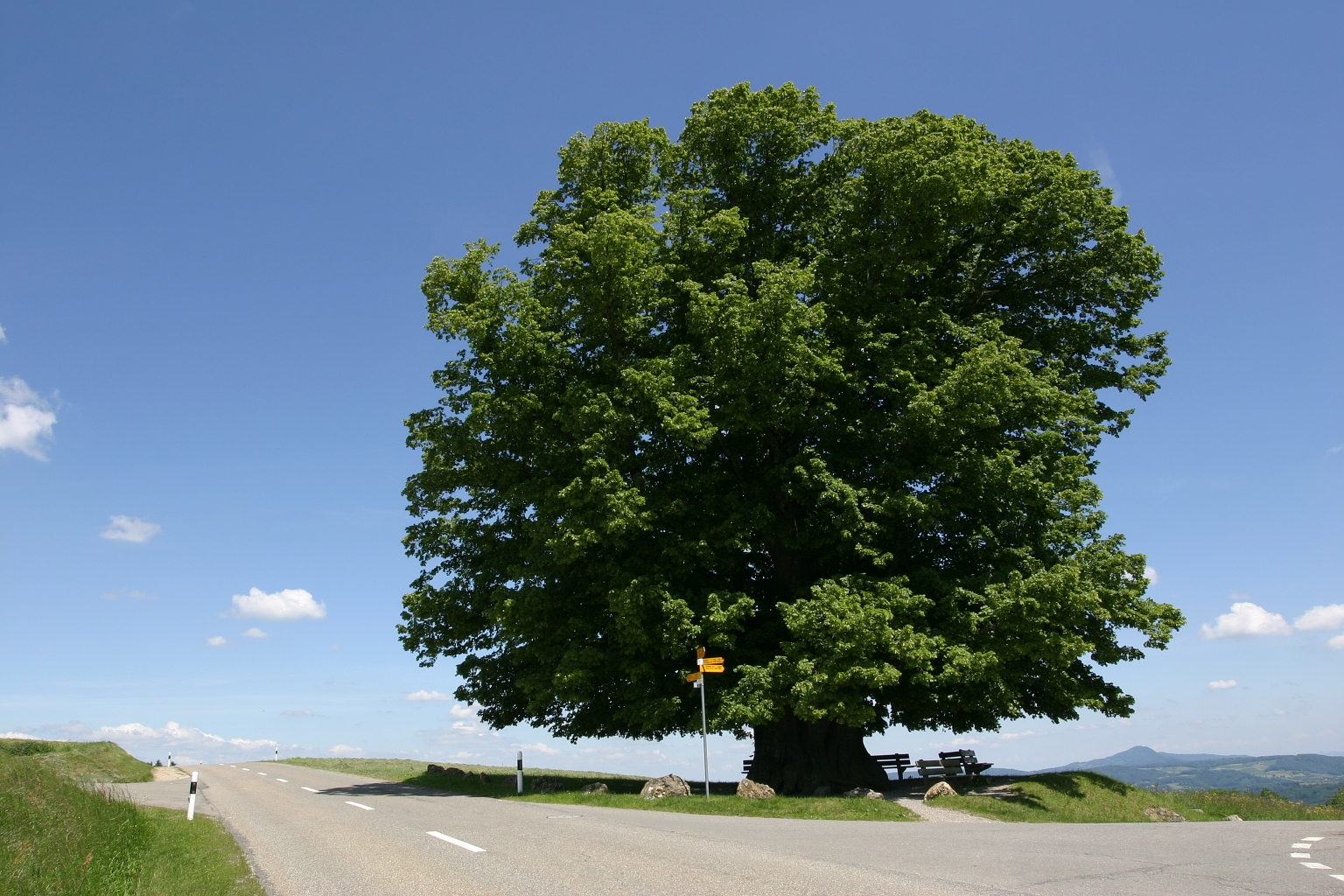
Linner Linde

Die markante Linner Linde, auf einer Anhöhe etwas ausserhalb des Dorfes gelegen, ist mit 25 Metern Höhe und 11 Metern Stammumfang einer der grössten Bäume der Schweiz. Sie wurde vor rund 500 bis 600 Jahren zum Gedenken an die Opfer der Pestepidemien gepflanzt, das genaue Datum ist nicht überliefert.

## Wappen
Die Blasonierung des ehemaligen Gemeindewappens lautet: «In Weiss auf grünem Hügel grüne Linde mit braunem Stamm und Wurzeln.» Erstmals wurde das Wappen 1872 auf dem Gemeindesiegel verwendet und zeigt die markante Linner Linde. 2002 lehnte die Gemeindeversammlung eine Farbänderung des Stammes und der Wurzeln in ein heraldisch korrektes Rot oder Schwarz ab.

## Bevölkerung
Die Einwohnerzahlen entwickelten sich wie folgt:
| Jahr      | 1764 | 1850 | 1900 | 1930 | 1950 | 1960 | 1970 | 1980 | 1990 | 2000 | 2010 |
| Einwohner | 137  | 171  | 130  | 114  | 113  | 111  | 102  | 91   | 106  | 112  | 137  |

Am 31. Dezember 2012 lebten 129 Menschen in Linn, der Ausländeranteil betrug 8,5 %. Bei der Volkszählung 2000 bezeichneten sich 66,1 % als reformiert und 21,4 % als römisch-katholisch; 12,5 % waren konfessionslos oder gehörten anderen Glaubensrichtungen an. 96,4 % gaben Deutsch als ihre Hauptsprache an.

## Verkehr
Linn liegt am Ende einer Stichstrasse, die nahe der Bözberg-Passhöhe von der Hauptstrasse 3 (Basel–Zürich) nach Süden abzweigt. Das Dorf wird vom Bahnhof Brugg her durch eine Postautolinie an das Netz des öffentlichen Verkehrs angebunden.